# Tidslinje over nogle europæiske regenter i det 17. århundrede
*1. 5 forskellige herskere 1598 – 1612 
- Boris Godunov 1598-1605
- Fedor 2. 1605
- Gregor Otrepjef ( Falske Dimitrij 1.) 1605-1606
- Vasilij 5. Shuiskij 1610-1612
- Vladislav 4. Vasa af Polen1610-1612

*2. Ivan 5. af Rusland og Peter den Store 1682-1689